# Забежув-Бохенський
Забежув-Бохенський (пол. Zabierzów Bocheński) — село в Польщі, у гміні Неполомиці Велицького повіту Малопольського воєводства.
Населення — 1638 осіб (2011).

## Демографія
Демографічна структура станом на 31 березня 2011 року:
|          | Загалом | Допрацездатний вік | Працездатний вік | Постпрацездатний вік |
| -------- | ------- | ------------------ | ---------------- | -------------------- |
| Чоловіки | 815     | 171                | 563              | 81                   |
| Жінки    | 823     | 180                | 481              | 162                  |
| Разом    | 1638    | 351                | 1044             | 243                  |